# Neonitocris servilis
Neonitocris servilis är en skalbaggsart som först beskrevs av Jordan 1894.  Neonitocris servilis ingår i släktet Neonitocris och familjen långhorningar. Inga underarter finns listade i Catalogue of Life.